# Hermann-Maier-Weltcupstrecke
Die Hermann-Maier-Weltcupstrecke ist eine Skipiste in Flachau im Salzburger Land in Österreich. Sie gehört dem snow space Flachau an; dieses Wintersportgebiet ist Teil des Verbundes Ski amadé, einem der größten Österreichs.
Die Piste liegt am Osthang des Grießenkars und endet am Ortsrand von Flachau. Das erste Rennen im Rahmen des Alpinen Skiweltcups fand am 22. Dezember 1993 statt; den damals ausgetragenen Super-G gewann die Slowenin Katja Koren. Das erste Weltcuprennen der Herren, ein Riesenslalom, fand am 3. Jänner 1996 statt und wurde vom Schweizer Urs Kälin gewonnen. Zu Ehren des aus Flachau stammenden Skirennläufers Hermann Maier erfolgte am 3. Jänner 2004 die Umbenennung der Grießenkar-Piste in Hermann-Maier-Weltcupstrecke. Maiers bestes Ergebnis in Flachau war ein dritter Platz beim Riesenslalom am 10. Jänner 1999.
Herren-Weltcuprennen fanden letztmals im Januar 2021 statt. Nach einer fünfjährigen Pause wird seit Jänner 2010 jährlich ein Weltcup-Slalom der Damen ausgetragen, in der Regel abends unter Flutlicht. Die Slalomstrecke ist 637 m lang; sie beginnt auf 1146 m ü. A. und endet auf 955 m ü. A., was einem Höhenunterschied von 191 m entspricht. Die Hermann-Maier-Weltcupstrecke war Bestandteil der Bewerbung Salzburgs für die Olympischen Winterspiele 2010.

## Siegerliste aller Weltcuprennen
| Saison  | Datum      | D/H    | Disziplin    | Sieger                             | 2. Platz                       | 3. Platz                        |
| ------- | ---------- | ------ | ------------ | ---------------------------------- | ------------------------------ | ------------------------------- |
| 1993/94 | 22.12.     | Damen  | Super-G      | Katja Koren                        | Bibiana Perez                  | Katja Seizinger                 |
| 1994/95 | 10.01.     | Damen  | Super-G      | Renate Götschl                     | Katja Seizinger                | Špela Pretnar                   |
| 1995/96 | 03.01.     | Herren | Riesenslalom | Urs Kälin                          | Alberto Tomba                  | Michael von Grünigen            |
| 1995/96 | 07.01.     | Herren | Slalom       | Alberto Tomba                      | Mario Reiter                   | Jure Košir                      |
| 1998/99 | 10.01.     | Herren | Riesenslalom | Benjamin Raich                     | Michael von Grünigen           | Hermann Maier                   |
| 2000/01 | 14.01.     | Damen  | Slalom       | Janica Kostelić                    | Karin Köllerer Laure Pequegnot |                                 |
| 2000/01 | 12./14.01. | Damen  | Kombination  | Janica Kostelić                    | Caroline Lalive                | Renate Götschl                  |
| 2003/04 | 03.01      | Herren | Riesenslalom | Benjamin Raich                     | Massimiliano Blardone          | Bjarne Solbakken                |
| 2003/04 | 04.01.     | Herren | Slalom       | Kalle Palander                     | Manfred Pranger                | Giorgio Rocca                   |
| 2004/05 | 21.12.     | Herren | Riesenslalom | Thomas Grandi                      | Didier Cuche                   | Bode Miller                     |
| 2004/05 | 22.12.     | Herren | Slalom       | Giorgio Rocca                      | Rainer Schönfelder             | Alois Vogl                      |
| 2009/10 | 12.01.     | Damen  | Nachtslalom  | Marlies Schild                     | Maria Riesch                   | Kathrin Zettel                  |
| 2010/11 | 11.01.     | Damen  | Nachtslalom  | Maria Höfl-Riesch Tanja Poutiainen |                                | Nastasia Noens                  |
| 2011/12 | 20.12.     | Damen  | Nachtslalom  | Marlies Schild                     | Maria Höfl-Riesch              | Tina Maze                       |
| 2011/12 | 21.12.     | Herren | Nachtslalom  | Ivica Kostelić                     | André Myhrer                   | Cristian Deville                |
| 2012/13 | 15.01.     | Damen  | Nachtslalom  | Mikaela Shiffrin                   | Frida Hansdotter               | Tanja Poutiainen                |
| 2013/14 | 14.01.     | Damen  | Nachtslalom  | Mikaela Shiffrin                   | Frida Hansdotter               | Maria Pietilä Holmner           |
| 2014/15 | 13.01.     | Damen  | Nachtslalom  | Frida Hansdotter                   | Tina Maze                      | Mikaela Shiffrin                |
| 2015/16 | 12.01.     | Damen  | Nachtslalom  | Veronika Velez-Zuzulová            | Šárka Strachová                | Frida Hansdotter                |
| 2015/16 | 15.01.     | Damen  | Slalom       | Veronika Velez-Zuzulová            | Frida Hansdotter               | Petra Vlhová                    |
| 2015/16 | 17.01.     | Damen  | Riesenslalom | Viktoria Rebensburg                | Ana Drev                       | Federica Brignone               |
| 2016/17 | 10.01.     | Damen  | Nachtslalom  | Frida Hansdotter                   | Nina Løseth                    | Wendy Holdener Mikaela Shiffrin |
| 2017/18 | 09.01.     | Damen  | Nachtslalom  | Mikaela Shiffrin                   | Bernadette Schild              | Frida Hansdotter                |
| 2018/19 | 08.01.     | Damen  | Nachtslalom  | Petra Vlhová                       | Mikaela Shiffrin               | Katharina Liensberger           |
| 2019/20 | 14.01.     | Damen  | Nachtslalom  | Petra Vlhová                       | Anna Swenn-Larsson             | Mikaela Shiffrin                |
| 2020/21 | 12.01.     | Damen  | Nachtslalom  | Mikaela Shiffrin                   | Katharina Liensberger          | Wendy Holdener                  |
| 2020/21 | 16.01.     | Herren | Slalom       | Manuel Feller                      | Clément Noël                   | Marco Schwarz                   |
| 2020/21 | 17.01.     | Herren | Slalom       | Sebastian Foss Solevåg             | Marco Schwarz                  | Alexis Pinturault               |
| 2021/22 | 09.03.     | Herren | Nachtslalom  | Atle Lie McGrath                   | Clément Noël                   | Daniel Yule                     |
| 2022/23 | 10.01.     | Damen  | Nachtslalom  | Petra Vlhová                       | Mikaela Shiffrin               | Lena Dürr                       |
| 2023/24 | 16.01.     | Damen  | Nachtslalom  | Mikaela Shiffrin                   | Petra Vlhová                   | Sara Hector                     |
| 2024/25 | 14.01.     | Damen  | Nachtslalom  | Camille Rast                       | Wendy Holdener                 | Sara Hector                     |